# National Gallery of Scotland

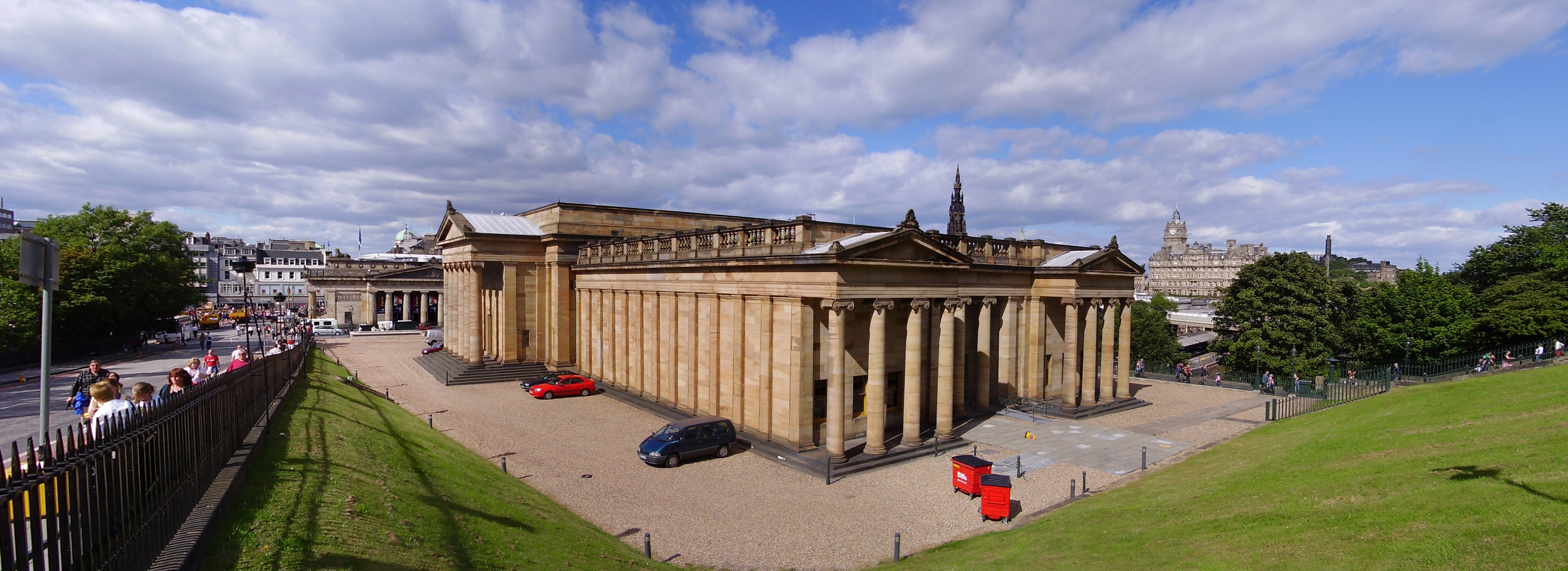
National Gallery d'Escòcia, a Edimburg, vista des del sud.

La Galeria Nacional d'Escòcia (en anglès, National Gallery of Scotland) és un museu d'art situat a Edimburg, en un edifici d'estil neoclàssic, edificat en un pujol anomenat The Mound, en el carrer dels Prínceps (Princes Street). Dissenyat per l'arquitecte William Henry Playfair, va ser inaugurat el 1859.
La galeria exhibeix la més important col·lecció d'Escòcia de pintura i escultura. Les obres van des del gòtic i el renaixement fins al postimpressionisme. Destaquen alguns quadres de pintors espanyols del Segle d'or espanyol, com Zurbarán, El Greco i Velázquez. També s'hi conserva una taula de Sant Miquel obra de Gonçal Peris Sarrià (segle XV)
Entre els artistes catalans contemporanis, hi destaca la presència de Joan Miró, amb l'emblemàtic Cap de Pagès català de 1925
Altres artistes catalans que s'hi troben representats són Marià Fortuny, Juli Gonzàlez, Salvador Dalí i Antoni Tàpies.